# Castillo Rouge
El castillo Rouge, también llamado castillo de Yahmur, es un pequeño fortín localizado en el noroeste de Siria.
Poco se sabe sobre el desarrollo temprano del lugar. Esto se debe a que era un castillo de importancia secundaria, y también se encuentran algunas dudas sobre su identificación, en las fuentes medievales. La fortaleza parece estar en manos de una familia franco, el Montolieu, vasallos de los condes de Trípoli. El pueblo de Yahmur se encuentra en la llanura costera entre Tartus y Trípoli. En consecuencia, Chastel Rouge no tenía defensas naturales, como hicieron muchos otros castillos.
La fortaleza consiste en un torreón de dos pisos de 16 metros de largo y 14 metros de ancho, encerrado en las paredes exteriores rectangulares de 42 metros de longitud y anchura, con torres en los ángulos noroeste y sudeste. El primer piso fue dividido en dos plantas por un suelo de madera que ya no existe más. Los pisos superiores se pueden llegar a través de escaleras a lo largo de las paredes dentro y fuera de la torre del homenaje. La construcción no se puede fechar con exactitud, sin embargo dos fases principales pueden ser reconocidas: la primera fase data de principios del siglo XII e incluye las paredes exteriores, mientras que el torreón fue construido a principios del siglo XIII.